# Бузанис, Дин
Дин Энтони Бузанис (англ. Dean Anthony Bouzanis, 2 октября 1990, Сидней, Австралия) — австралийский футболист, вратарь клуба «Рединг». Один из самых молодых игроков, когда-либо вызывавшихся в олимпийские сборные (17 полных лет).

## Карьера

### Клубная карьера
Бузанис родился в Австралии, но его родители из Греции. Он начинал играть в молодёжных клубах Зелёного континента и рано привлёк к себе внимание ведущих клубов Европы. В январе 2007 года, когда ему было 16 лет, его решил пригласить в свои ряды самый титулованный клуб Англии — «Ливерпуль». По существовавшим правилам, он не имел права в столь раннем возрасте переходить в клуб за пределами Австралии, поэтому до достижения 17 лет он был оставлен на родине, где начал выступать за «Сидней» на правах аренды.
В свои неполных семнадцать лет Бузанис был запасным вратарём команды высшей лиги чемпионата Австралии. Дин был даже включён в заявку своей команды на Лигу чемпионов АФК, однако, ни в одном из матчей на поле так и не появился.
Осенью 2007 года Бузанис перебрался в Англию. Он сразу же начал выступать за команду академии «Ливерпуля» в качестве основного вратаря, а вскоре стал привлекаться к матчам резервов. В составе резервной команды он выиграл несколько национальных и международных трофеев для молодёжных команд — в частности, Премьер-лигу резервов и Кубок Далласа в 2008 году.
В ноябре 2009 года он присоединился на правах аренды к клубу «Аккрингтон Стэнли». Сперва соглашение было рассчитано на месяц, но потом оно было продлено ещё на месяц и затем до конца сезона 2009/2010. В этой команде Бузанис регулярно получал практику выступлений за первый состав команды.
28 января 2014 года Бузанис подписал с клубом «Карлайл Юнайтед» краткосрочный контракт до 23 апреля, но не сыграл за «камбрийцев» ни одного матча.
В мае 2014 года Бузанис вернулся в Австралию, присоединившись к «Уэстерн Сидней Уондерерс». В январе 2016 года контракт Бузаниса с «Уондерерс» был расторгнут по взаимному согласию сторон.
В январе 2016 года Бузанис подписал контракт с «Мельбурн Сити». 31 августа 2018 года Бузанис отправился в клуб Эредивизи «ПЕК Зволле» в однолетнюю аренду с опцией выкупа. В июле 2020 года контракт Бузаниса с «Мельбурн Сити» был расторгнут по взаимному согласию сторон.
В августе 2020 года Бузанис присоединился к клубу Национальной лиги Англии «Саттон Юнайтед».

### Международная карьера
В силу того, что его родители являются выходцами из Греции, Бузанис получил право выступать не только за национальную команду Австралии, но и за сборную Греции. Между федерациями двух этих стран долго шла борьба за перспективного вратаря. Весной 2008 года главный тренер сборной Австралии Пим Вербек даже специально приезжал в Ливерпуль, чтобы обсудить этот вопрос с Бузанисом. Дин успел поиграть за юношеские команды обеих стран и даже сыграл за олимпийскую сборную Австралии, когда ему было всего 17 лет (в сборную приглашаются игроки до 23 лёт), хотя и не попал в окончательный заявочный лист футболистов, которые поехали на Олимпийские игры в Афинах.
После этого он принял приглашение греческой федерации и отправился на юношеский чемпионат Европы 2008 в составе сборной Греции, за которую он провёл на турнире ряд матчей. Тем не менее, в январе 2009 года он снова сменил футбольное гражданство и уже в составе сборной Австралии поехал на чемпионат мира среди юношей 2009, где сыграл за эту команду два матча.
В настоящее время Бузанис по-прежнему имеет право выбора, за какую страну выступать в дальнейшем — Австралию или Грецию.

## Достижения
- Обладатель Кубка Ливерпуля 2009
- Чемпион Премьер-лиги резервов 2008
- Абсолютный чемпион Премьер-лиги резервов 2008
- Обладатель Кубка Далласа 2008
- Победитель Лиги чемпионов АФК: 2014
- Обладатель Кубка Австралии: 2016